# Légende de l'origine troyenne des Vénètes et des Vénitiens
La légende de l'origine troyenne des Vénètes et des Vénitiens trouve sa source dans les écrits de plusieurs auteurs de l'Antiquité. Elle donne aux habitants de la Vénétie une origine troyenne. De nombreuses villes vénètes auraient ainsi été fondées par des Troyens fuyant la destruction de leur ville. Celle légende subit au Moyen Âge une évolution permettant d'introduire Venise dans ce récit mythique. Le troyen Anténor joue un rôle déterminant dans ces récits légendaires. Elle relève du mythe des origines troyennes des peuples.

## Une légende trouvant sa source dans les textes antiques
La légende de l'origine troyenne des Vénitiens trouve ses racines dans celle de l'origine troyenne des Vénètes. En effet, si la légende de l'origine troyenne des Romains est bien connue, les textes antiques évoquent l'arrivée de plusieurs groupes de Troyens en Occident. Énée n'est pas le seul à s'être rendu en Italie. Ainsi, des auteurs antiques mentionnent l'arrivée d'un groupe de Troyens, qui, sous la conduite d'Anténor, ont trouvé refuge sur les terres du nord de la mer Adriatique. Tite-Live écrit :

« Après la prise de Troie, tous ses habitants furent victimes de sévices, sauf Énée et Anténor. Cela pouvait s'expliquer par les règles qui régissent d'anciens liens d'hospitalité et parce que ces deux Troyens avaient toujours défendu l'idée de rendre Hélène pour rétablir la paix. C'est pourquoi les Achéens s'abstinrent envers eux de toute maltraitance qu'autorisent les lois de la guerre. Après quoi, Anténor vécut diverses aventures. De nombreux Énètes l'avaient suivi : chassés de Paphlagonie par une révolution, ils étaient à la recherche d'une nouvelle patrie, d'un chef aussi, car Pylémène, leur général, avait disparu à Troie. Ils abordèrent au fin fond de l'Adriatique. Après avoir chassé les Euganéens, établis entre la mer et les Alpes, Énètes (Eneti) et Troyens occupèrent ce territoire. L'endroit où ils ont débarqué se nomme Troie. C'est pourquoi on appelle troyen l'arrière-pays, et Vénètes (Veneti) l'ensemble de ses occupants. »

Cet extrait est un exemple parmi d'autres d'une affirmation de l'origine troyenne de la Vénétie. Tite-Live était lui-même originaire de Patavium. Plusieurs témoignages antiques présentent formellement le troyen Anténor comme le fondateur de Padoue. Il faut citer Virgile et Tacite. D'autres écrivains antiques comme Justin, Caton l'Ancien, Solin ou Strabon[Où ?] font des Troyens d'Anténor les ancêtres de l'ensemble des Vénètes de l'Adriatique.

## Une légende reconstruite au Moyen Âge pour intégrerVenise
La légende de l'origine troyenne des Vénitiens apparaît dans de nombreux textes médiévaux. Au tournant des XIe et XIIe siècles, une œuvre anonyme intitulée l'Origo civitatum Italie seu Venetiarum est le premier texte connu donnant des origines troyennes à Venise. L'auteur cite par ailleurs Aquilée, Padoue, Mantoue, Vérone, Altinum, Modène, Parma comme autant de créations des rescapés troyens.
En France, ce thème de l'origine troyenne de Venise apparaît notamment dans Les Estoires de Venise écrites entre 1267 et 1275 par Martin da Canal. Pour cet auteur, l'ensemble de la région située entre Milan et la Hongrie fut occupée par des Troyens venus de Troie, qui y construisirent de nombreuses villes. Cependant Martin da Canal rattache la fondation de Venise aux suites des incursions d'Attila en Italie au Ve siècle. Fuyant l'invasion des huns et la destruction de leurs cités, certains habitants de la Vénétie seraient allés se réfugier sur la lagune avec tous leurs biens pour y fonder en 421 une nouvelle ville : Venise.
Mais l'attraction exercée par la légende de l'origine troyenne des villes de Vénétie va se traduire par la généralisation de l'affirmation de l'origine troyenne de Venise. On peut par exemple citer une chronique de l'extrême fin du XIIIe siècle, appelée la Cronaca di Marco.

## Un récit reprenant le schéma classique des légendes d'origine troyenne
Selon cette chronique, certains Troyens, fuyant la destruction de leur ville, parvinrent à un tas de terre entre terre et mer. Ils délibèrent entre eux sur la situation de l'endroit qui bien que peu accueillant offrait une grande liberté d'installation. Ils décidèrent finalement de s'y installer et introduisirent sur l'île le nécessaire pour aménager une véritable colonie de peuplement.
Grâce au renfort d'autres rescapés troyens, une nouvelle cité jaillit de terre. La crainte et la méfiance habitent toujours les habitants de la nouvelle cité. Ainsi, chaque arrivée d'un nouveau contingent de rescapés troyens donnait lieu à des manifestations de joie cependant mêlée de larmes, de soupirs et de lamentations. En effet, le souvenir de l'anéantissement tragique de leur patrie et de la mort cruelle des troyens était ravivé à chaque scène de retrouvailles.
Des réactions semblables marquèrent en particulier l'arrivée d'un troyen prestigieux : Anténor. Après la destruction de Troie, il avait erré pendant cinq longues années avant d'arriver à Venise. Anténor fut néanmoins élu par la communauté troyenne comme roi et la ville prend le nom d'Anténoride. L'afflux de population fut alors telle que les Troyens essaimèrent alors dans toute la Vénétie où ils fondèrent de nombreuses cités. Comme les Romains avec Énée, les Francs avec Francion, les Bretons avec Brutus, les Vénitiens auront leur père fondateur troyen et une légende leur donnant une origine glorieuse et ancienne.

## Anténor, un héros contesté et disputé
Néanmoins, la personnalité d'Anténor se distingue de celle des autres fondateurs d'origine troyenne.

### Un héros disputé
L'affirmation selon laquelle Anténor est le fondateur de villes en Vénétie remonte à l'Antiquité. Mais cela n'a pas empêché certains auteurs médiévaux d'en faire le héros de leur récit. Ainsi, Dudon de Saint-Quentin en fait l'ancêtre des Normands, tandis qu'Aimoin de Fleury, Sigebert de Gembloux, Jean de Courcy, Noël de Fribois en font l'ancêtre des Français. Jacques Millet lui donne une épaisseur humaine dans son Mystère de la destruction de Troie. En revanche, pour Vincent de Beauvais comme pour les Grandes Chroniques de France, il n'est qu'un des barons qui quittèrent Troie la Grant.

### Un héros contesté
Deux auteurs antiques, Darès le Phrygien et Dictys de Crète, ont complété l'histoire d'Anténor. Ils ont ainsi imaginé son rôle dans la guerre de Troie dont il était un des puissants. Mal vu de Priam, il souhaita protéger sa personne et ses biens et trahit sa cité, en permettant l'introduction du cheval fatal à la ville. Lors de la prise de la ville, il livra Polyxène et s'exila avec douze mille Troyens. Anténor est donc un héros moralement contestable selon certains auteurs antiques. Cette mauvaise réputation d'Anténor, ajoutée au fait qu'il n'est pas lié à la famille royale de Troie, poussera d'ailleurs un auteur français médiéval, Jacques Millet, à en faire dans un but polémique l'ancêtre des Anglais qui en tant que peuple ne se sont pourtant jamais réclamés d'une ascendance troyenne (bien que certains écrivains proches de la monarchie anglaise d'origine française ait repris à son compte la légende de l'origine troyenne des Bretons).

## Une légende à mettre en perspective dans le contexte des rivalités urbaines de l'Italie

### Venise contre Rome
Le chroniqueur de la Cronica di Marco introduit dans son récit l'arrivée d'Énée à Carthage, son départ pour l'Italie, puis la fondation de Rome par Romulus et Rémus. Ses intentions sont manifestes et il ne les occulte pas : il s'agit de souligner l'antériorité de la fondation de Venise par rapport à celle de Rome. Dans son texte, il écrit explicitement : « Et c'est pourquoi il est bien connu que la première construction du Rialto précéda celle de la Ville de Rome. » Création troyenne, la première Venise est antérieure à la Ville éternelle, qui sera fondée par Romulus et Rémus, qui ne sont que de lointains descendants d'Énée.

### Venise contre Padoue
Le chroniqueur de la Cronica di Marco ne fait pas table rase des textes antiques mais il en recompose la trame au profit de la ville de Venise. Dans son récit, il évoque le fait que des Troyens étant arrivé en trop grand nombre à Venise, Anténor fonda plusieurs cités nommées Altinum et Patavia. C'est dans cette dernière ville, aujourd'hui appelée Padoue, qu'Anténor mourut. De fait, les Padouans considéraient depuis l'Antiquité Anténor comme le fondateur de leur cité. D'après Jacques Poucet. à la fin du XIIIe siècle(probablement en 1273), lorsqu'on retrouva à Padoue les ossements d'un guerrier médiéval (peut-être un Hongrois du Xe siècle), on imagina qu'il s'agissait d'Anténor et on érigea entre 1284 et 1285 un monument pour les accueillir, appelé la Tomba di Antenore. L'épitaphe du sarcophage, due vraisemblablement au poète padouan Lovato dei Lovati, affirme : Hic iacet Antenor Patavinus conditor urbis.
Mais la Cronica di Marco relativise ce fait. Les troyens fondèrent de nombreuses villes en Vénétie dont Aquilée, Adria ainsi que Vérone (du nom d'une femme troyenne, Verona). La Cronaca di Marco réintroduit la vision antique des choses mais elle la recompose radicalement au bénéfice de Venise d'où l'évolution nette de la légende antique de l'origine troyenne des Vénètes. Selon la Chronique Anténor ne fut pas le premier Troyen à s'installer dans la région. À Venise où il débarqua, il avait été précédé par d'autres Troyens, qui avaient construit la cité. C'est même de cette dernière que rayonna la colonisation troyenne en Vénétie continentale. Anténor y procèda par la suite à la fondation de diverses cités, d'abord Altino, puis Padoue, où il mourut et fut enterré. Le chroniqueur ne peut éviter de dire qu'Anténor a fondé Padoue car les sources antiques l'affirmaient mais il réduit l'importance de cet événement. Padoue n'est qu'une des villes fondées par Anténor en Vénétie et ce n'est même pas la première. Pour l'auteur de la chronique, Venise grande puissance maritime de la région ne pouvait être moins ancienne que Padoue, ville qui fut un temps sa rivale et qu'elle finit par dominer.

## Étymologie paléo-linguistique
D'un point de vue paléo-linguistique, l'origine du mot Vénètes est indo-européenne : en hittite, les  wa-na-at-ti-ja-ta  étaient les « tribus, clans, lignées, familles », ce qui a aussi donné les variantes suivantes :
- les weshesh ou weshnesh sont les peuples de la mer ;
- les veni ou ueniā sont les tribus irlandaises, en vieux breton guen, en breton gouenn[19] ;
- les venedoti du Pays de Galles (au royaume du Gwynedd) ;
- les weniz, en vieux haut allemand wini, en vieux norrois vinr, en norvégien venn ;
- veni-diks en proto-latin, vindex en latin[20] ont peut-être dérivé en veneti : « apparentés, amicaux, marchands »[21].